# Долгофф, Сэм
Сэм До́лгофф (англ. Sam Dolgoff, урожд. Самуи́л Долгопо́льский; 1902, Островно, Витебский уезд, Витебская губерния, Российская империя —1990, добавить) — американский анархист и анархо-синдикалист.

## Биография
Родился в еврейской семье в Островно Витебской губернии. Спасаясь от антисемитизма, в 1905 или 1906 году семья переехала в Нью-Йорк, где и жила в Бронксе и на Ист сайд. Его отец был художником и уже с 11 лет пристрастил сына к этому ремеслу.
Дядя — еврейский писатель Цодик Львович Долгопольский (1879—1959).

## Сочинения
- Ethics and American Unionism (1958)
- The Labor Party Illusion (1961)
- Значение анархизма для современного общества (1971)
- Bakunin on Anarchy (1971; revised 1980)
- The Anarchist Collectives: Workers' Self-Management in the Spanish Revolution, 1936-1939 (1974)
- The Cuban Revolution: A Critical Perspective (1974)
- A Critique of Marxism (1983)
- "Modern Technology and Anarchism" (1986)
- Fragments: A Memoir (1986)